# Czechosłowacja na Zimowych Igrzyskach Olimpijskich 1992
Czechosłowację na Zimowych Igrzyskach Olimpijskich 1992 reprezentowało 74 zawodników, 55 mężczyzn i 19 kobiet. Był to ostatni start Czechosłowacji na zimowych igrzyskach olimpijskich, gdyż od następnych zimowych igrzysk występowały już oddzielne reprezentacje Czech i Słowacji.

## Zdobyte medale
| Medal | Zawodnik | Dyscyplina           | Konkurencja                      | Rezultat                                       |
| ----- | --- | -------------------- | -------------------------------- | ---------------------------------------------- |
| Brąz  | Petr Barna | Łyżwiarstwo figurowe | Soliści                          | 4,0 pkt                                        |
| Brąz  | Tomáš Goder František Jež Jaroslav Sakala Jiří Parma | Skoki narciarskie    | Konkurs drużynowy skocznia K-120 | 620,1 pkt                                      |
| Brąz  | Patrik Augusta Petr Bříza Leo Gudas Miloslav Hořava Otakar Janecký Tomáš Jelínek Drahomír Kadlec Kamil Kašťák Robert Lang Igor Liba Ladislav Lubina František Procházka Petr Rosol Bedřich Ščerban Jiří Šlégr Richard Šmehlík Róbert Švehla Oldřich Svoboda Radek Ťoupal Peter Veselovský Richard Žemlička | Hokej na lodzie      | Turniej mężczyzn                 | 6:1w meczu o brązowy medal z reprezentacją USA |

## Skład kadry

### Biathlon
Mężczyźni
| Zawodnik                                        | Konkurencja         | czas biegu | Kary | Łączny czas | Pozycja |
| ----------------------------------------------- | ------------------- | ---------- | ---- | ----------- | ------- |
| Jiří Holubec                                    | Bieg na 20 km       | 59:56,2    | 0    | 59:56,2     | 15.     |
| Tomáš Kos                                       | Bieg na 20 km       | 58:33,3    | 2:00 | 1:00:33,3   | 23.     |
| Martin Rypl                                     | Bieg na 20 km       | 57:39,3    | 3:00 | 1:00:39,3   | 25.     |
| Ivan Masařík                                    | Bieg na 20 km       | 58:24,9    | 7:00 | 1:05:24,9   | 66.     |
| Ivan Masařík                                    | Bieg na 10 km       | 27:16,8    | 2    | 27:16,8     | 12.     |
| Tomáš Kos                                       | Bieg na 10 km       | 27:37,4    | 1    | 27:37,4     | 22.     |
| Jiří Holubec                                    | Bieg na 10 km       | 27:37,8    | 0    | 27:37,8     | 23.     |
| Martin Rypl                                     | Bieg na 10 km       | 28:41,8    | 1    | 28:41,8     | 50.     |
| Martin Rypl Tomáš Kos Jiří Holubec Ivan Masařík | Sztafeta 4 × 7,5 km | 1:27:15,7  | 1    | 1:27:15,7   | 7.      |

Kobiety
| Zawodnik                                       | Konkurencja         | czas biegu | Kary | Łączny czas | Pozycja |
| ---------------------------------------------- | ------------------- | ---------- | ---- | ----------- | ------- |
| Jiřina Adamičková                              | Bieg na 15 km       | 53:21,8    | 3:00 | 56:21,8     | 23.     |
| Jana Kulhavá                                   | Bieg na 15 km       | 53:09,8    | 6:00 | 59:09,8     | 43.     |
| Gabriela Suvová                                | Bieg na 15 km       | 55:22,4    | 7:00 | 1:02:22,4   | 56.     |
| Petra Nosková                                  | Bieg na 15 km       | 55:57,6    | 7:00 | 1:02:57,6   | 60.     |
| Jiřina Adamičková                              | Bieg na 7,5 km      | 24:57,6    | 0    | 24:57,6     | 5.      |
| Gabriela Suvová                                | Bieg na 7,5 km      | 26:42,1    | 2    | 26:42,1     | 18.     |
| Iveta Knížková                                 | Bieg na 7,5 km      | 28:13,0    | 8    | 28:13,0     | 41.     |
| Helena Černohorská                             | Bieg na 7,5 km      | 30:13,8    | 3    | 30:13,8     | 62.     |
| Gabriela Suvová Jana Kulhavá Jiřina Adamičková | Sztafeta 3 × 7,5 km | 1:23:12,7  | 3    | 1:23:12,7   | 8.      |

### Biegi narciarskie
Mężczyźni
| Zawodnik                                           | Konkurencja        | czas      | Pozycja |
| -------------------------------------------------- | ------------------ | --------- | ------- |
| Václav Korunka                                     | Bieg na 10 km      | 29:43,4   | 17.     |
| Radim Nyč                                          | Bieg na 10 km      | 30:31,5   | 33.     |
| Pavel Benc                                         | Bieg na 10 km      | 31:13,6   | 41.     |
| Martin Petrásek                                    | Bieg na 10 km      | 32:27,4   | 66.     |
| Lubomír Buchta                                     | Bieg na 30 km      | 1:25:40,6 | 13.     |
| Jiří Teplý                                         | Bieg na 30 km      | 1:26:14,4 | 18.     |
| Martin Petrásek                                    | Bieg na 30 km      | 1:28:30,8 | 24.     |
| Radim Nyč                                          | Bieg na 50 km      | 2:07:41,5 | 6.      |
| Pavel Benc                                         | Bieg na 50 km      | 2:08:13,6 | 8.      |
| Václav Korunka                                     | Bieg na 50 km      | 2:10:30,7 | 13.     |
| Jiří Teplý                                         | Bieg na 50 km      | 2:12:00,2 | 21.     |
| Václav Korunka                                     | Bieg łączony       | 1:08:39,5 | 14.     |
| Radim Nyč                                          | Bieg łączony       | 1:09:56,2 | 25.     |
| Pavel Benc                                         | Bieg łączony       | 1:10:44,6 | 33.     |
| Martin Petrásek                                    | Bieg łączony       | 1:13:47,0 | 55.     |
| Radim Nyč Lubomír Buchta Pavel Benc Václav Korunka | Sztafeta 4 × 10 km | 1:44:20,0 | 7.      |

Kobiety
| Zawodnik                                                                     | Konkurencja       | czas      | Pozycja |
| ---------------------------------------------------------------------------- | ----------------- | --------- | ------- |
| Ľubomíra Balážová                                                            | Bieg na 5 km      | 14:54,6   | 11.     |
| Kateřina Neumannová                                                          | Bieg na 5 km      | 14:59,1   | 13.     |
| Iveta Zelingerová                                                            | Bieg na 5 km      | 15:06,4   | 18.     |
| Alžbeta Havrančíková                                                         | Bieg na 5 km      | 15:44,6   | 34.     |
| Ľubomíra Balážová                                                            | Bieg na 15 km     | 45:22,6   | 13.     |
| Kateřina Neumannová                                                          | Bieg na 15 km     | 45:28,6   | 14.     |
| Zora Simčáková                                                               | Bieg na 15 km     | 45:45,6   | 18.     |
| Anna Janoušková                                                              | Bieg na 15 km     | 47:29,3   | 33.     |
| Alžbeta Havrančíková                                                         | Bieg łączony      | 42:53,9   | 17.     |
| Kateřina Neumannová                                                          | Bieg łączony      | 43:10,5   | 22.     |
| Iveta Zelingerová                                                            | Bieg łączony      | 43:17,4   | 24.     |
| Ľubomíra Balážová                                                            | Bieg łączony      | 43:25,0   | 26.     |
| Alžbeta Havrančíková                                                         | Bieg na 30 km     | 1:27:54,9 | 11.     |
| Iveta Zelingerová                                                            | Bieg na 30 km     | 1:31:39,1 | 22.     |
| Anna Janoušková                                                              | Bieg na 30 km     | 1:32:43,9 | 27.     |
| Zora Simčáková                                                               | Bieg na 30 km     | 1:33:10,3 | 30.     |
| Ľubomíra Balážová Kateřina Neumannová Alžbeta Havrančíková Iveta Zelingerová | Sztafeta 4 × 5 km | 1:01:37,4 | 6.      |

### Bobsleje
Mężczyźni
| Osada  | Zawodnik                                           | Konkurencja | Ślizg 1 | Ślizg 2 | Ślizg 3 | Ślizg 4 | Łącznie | Pozycja |
| ------ | -------------------------------------------------- | ----------- | ------- | ------- | ------- | ------- | ------- | ------- |
| TCH-I  | Jiří Dzmura Roman Hrabaň                           | Dwójki      | 1:01,37 | 1:02,33 | 1:02,25 | 1:02,36 | 4:08,31 | 25.     |
| TCH-II | Petr Ramseidl Zdeněk Kohout                        | Dwójki      | 1:02,46 | 1:02,48 | 1:03,10 | 1:02,80 | 4:10,84 | 31.     |
| TCH-I  | Jiří Dzmura Pavel Puškár Karel Dostál Roman Hrabaň | Czwórki     | 59,30   | 59,66   | 59,92   | 59,67   | 3:58,55 | 21.     |

### Hokej na lodzie
Reprezentacja mężczyzn
| - Patrik Augusta - Petr Bříza - Leo Gudas - Miloslav Hořava - Petr Hrbek - Otakar Janecký - Tomáš Jelínek - Drahomír Kadlec - Kamil Kašťák - Robert Lang - Igor Liba |  | - Ladislav Lubina - František Procházka - Petr Rosol - Bedřich Ščerban - Jiří Šlégr - Richard Šmehlík - Róbert Švehla - Oldřich Svoboda - Radek Ťoupal - Peter Veselovský - Richard Žemlička |

Reprezentacja Czechosłowacji brała udział w rozgrywkach grupy B turnieju olimpijskiego, w której zajęła 3. miejsce. w ćwierćfinale pokonała zespół Szwecji 3:1 i awansowała do półfinału. W półfinale uległa reprezentacji Kanady 2:4. W meczu o brązowy medal reprezentacja Czechosłowacji pokonała zespół USA 6:1 i zdobyła brązowy medal olimpijski.

#### Runda pierwsza
Grupa B
| Drużyna        | M | Mecze | Mecze | Mecze | Bramki | Bramki | Bramki | Pkt |
| Drużyna        | M | W     | R     | P     | +      | –      | +/-    | Pkt |
| -------------- | - | ----- | ----- | ----- | ------ | ------ | ------ | --- |
| ZSRR           | 5 | 4     | 0     | 1     | 32     | 10     | +22    | 8   |
| Kanada         | 5 | 4     | 0     | 1     | 28     | 9      | +19    | 8   |
| Czechosłowacja | 5 | 4     | 0     | 1     | 25     | 15     | +10    | 8   |
| Francja        | 5 | 2     | 0     | 3     | 14     | 22     | -8     | 4   |
| Szwajcaria     | 5 | 1     | 0     | 4     | 13     | 25     | -12    | 2   |
| Norwegia       | 5 | 0     | 0     | 5     | 7      | 38     | -31    | 0   |

Wyniki
| 8 lutego 1992 | Czechosłowacja | 10:1 | Norwegia |  |

|  |  |  |  |  |

| 10 lutego 1992 | Francja | 4:6 | Czechosłowacja |  |

|  |  |  |  |  |

| 12 lutego 1992 | Czechosłowacja | 4:3 | WNP |  |

|  |  |  |  |  |

| 14 lutego 1992 | Kanada | 5:1 | Czechosłowacja |  |

|  |  |  |  |  |

| 16 lutego 1992 | Czechosłowacja | 4:2 | Szwajcaria |  |

|  |  |  |  |  |

#### Ćwierćfinał
| 18 lutego 1992 | Czechosłowacja | 3:1 | Szwecja |  |

|  |  | (1:1,0:0,2:0) |

#### Półfinał
| 21 lutego 1992 | Kanada | 4:2 | Czechosłowacja |  |

|  |  | (2:1,0:1,2:0) |

#### Mecz o 3. miejsce
| 22 lutego 1992 | Czechosłowacja | 6:1 | Stany Zjednoczone | Méribel Ice Palace |

|  |  | (2:0,1:0,2:1) |

### Kombinacja norweska
Mężczyźni
| Zawodnik       | Konkurencja   | Skoki narciarskie | Skoki narciarskie | Skoki narciarskie | Skoki narciarskie | Skoki narciarskie | Skoki narciarskie | Skoki narciarskie | Skoki narciarskie | Bieg narciarski    | Bieg narciarski    | Strata             | Pozycja            |
| Zawodnik       | Konkurencja   | Skok 1            | Nota              | Skok 2            | Nota              | Skok 3            | Nota              | Punkty            | Pozycja           | Czas biegu         | Pozycja            | Strata             | Pozycja            |
| -------------- | ------------- | ----------------- | ----------------- | ----------------- | ----------------- | ----------------- | ----------------- | ----------------- | ----------------- | ------------------ | ------------------ | ------------------ | ------------------ |
| František Máka | Indywidualnie | 79,0              | 96,4              | 83,5              | 100,7             | 81,0              | 96,4              | 197,1             | 27.               | 44:33,4            | 10.                | + 3:34,7           | 15.                |
| Josef Kovařík  | Indywidualnie | 79,0              | 96,9              | 80,5              | 96,4              | 80,0              | 94,8              | 193,3             | 30.               | 44:47,1            | 11.                | + 3:54,7           | 17.                |
| Martin Bayer   | Indywidualnie | 80,0              | 97,0              | 78,5              | 91,2              | 77,5              | 88,3              | 188,2             | 37.               | 50:42,5            | 40.                | + 10:43,1          | 41.                |
| Milan Kučera   | Indywidualnie | 80,5              | 97,3              | 86,0              | 107,7             | 80,5              | 96,1              | 205,0             | 16.               | Nie ukończył biegu | Nie ukończył biegu | Nie ukończył biegu | Nie ukończył biegu |

Drużynowo
| Zawodnik                                  | Skoki narciarskie | Skoki narciarskie | Skoki narciarskie | Skoki narciarskie | Skoki narciarskie | Skoki narciarskie | Skoki narciarskie | Skoki narciarskie | Bieg narciarski | Bieg narciarski | Strata   | Miejsce |
| Zawodnik                                  | Skok 1            | Skok 1            | Skok 2            | Skok 2            | Skok 3            | Skok 3            | Nota Łącznie      | Pozycja           | Bieg narciarski | Bieg narciarski | Strata   | Miejsce |
| Zawodnik                                  | Odległość         | Nota              | Odległość         | Nota              | Odległość         | Nota              | Nota Łącznie      | Pozycja           | Czas biegu      | Pozycja         | Strata   | Miejsce |
| ----------------------------------------- | ----------------- | ----------------- | ----------------- | ----------------- | ----------------- | ----------------- | ----------------- | ----------------- | --------------- | --------------- | -------- | ------- |
| Josef Kovařík Milan Kučera František Máka | 66,5 83,5 81,0    | 59,3 97,5 91,0    | 74,0 80,0 79,0    | 82,5 96,6 93,5    | 74,5 81,5 79,0    | 83,5 98,7 90,7    | 166,0 196,2 184,5 | 8.                | 1:24:29,2       | 7.              | + 9:04,7 | 6.      |

### Łyżwiarstwo figurowe
| Zawodnik                        | Konkurencja     | Nota | Pozycja |
| ------------------------------- | --------------- | ---- | ------- |
| Lenka Kulovaná                  | Solistki        | 16,5 | 11.     |
| Petr Barna                      | Soliści         | 4,0  | brąz    |
| Radka Kovaříková René Novotný   | Pary sportowe   | 6,0  | 4.      |
| Kateřina Mrázová Martin Šimeček | Tańce na lodzie | 20,6 | 10.     |

### Łyżwiarstwo szybkie
Mężczyźni
| Zawodnik   | Konkurencja   | Konkurencja   | Konkurencja    | Konkurencja    | Konkurencja    | Konkurencja    | Konkurencja    | Konkurencja    | Konkurencja      | Konkurencja      |
| Zawodnik   | Bieg na 500 m | Bieg na 500 m | Bieg na 1000 m | Bieg na 1000 m | Bieg na 1500 m | Bieg na 1500 m | Bieg na 5000 m | Bieg na 5000 m | Bieg na 10 000 m | Bieg na 10 000 m |
| Zawodnik   | Czas          | Miejsce       | Czas           | Miejsce        | Czas           | Miejsce        | Czas           | Miejsce        | Czas             | Miejsce          |
| ---------- | ------------- | ------------- | -------------- | -------------- | -------------- | -------------- | -------------- | -------------- | ---------------- | ---------------- |
| Jiří Kyncl | 40,92         | 39.           |                |                |                |                | 7:27,78        | 27.            | 15:03,97         | 25.              |
| Jiří Musil | 42,20         | 41.           |                |                |                |                | 7:29,91        | 30.            | 15:14,18         | 28.              |

### Narciarstwo alpejskie
Mężczyźni
| Zawodnik     | Konkurencja | Konkurencja | Konkurencja | Konkurencja | Konkurencja       | Konkurencja       | Konkurencja   | Konkurencja   | Konkurencja       | Konkurencja                 | Konkurencja                 | Konkurencja                 | Konkurencja | Konkurencja                         | Konkurencja                         | Konkurencja                         |
| Zawodnik     | Zjazd       | Zjazd       | Supergigant | Supergigant | Slalom gigant     | Slalom gigant     | Slalom gigant | Slalom gigant | Slalom specjalny  | Slalom specjalny            | Slalom specjalny            | Slalom specjalny            | Kombinacja  | Kombinacja                          | Kombinacja                          | Kombinacja                          |
| Zawodnik     | Czas        | Pozycja     | Czas        | Pozycja     | Czas 1. przejazdu | Czas 2. przejazdu | Czas łączny   | Pozycje       | Czas 1. przejazdu | Czas 2. przejazdu           | Czas łączny                 | Pozycja                     | Zjazd       | Slalom                              | Punkty                              | Pozycja                             |
| ------------ | ----------- | ----------- | ----------- | ----------- | ----------------- | ----------------- | ------------- | ------------- | ----------------- | --------------------------- | --------------------------- | --------------------------- | ----------- | ----------------------------------- | ----------------------------------- | ----------------------------------- |
| Marián Bíreš | 1:56,21     | 34.         | 1:17,47     | 37.         | 1:10,98           | 1:07,13           | 2:18,11       | 34.           | 56,01             | Nie ukończył 2-go przejazdu | Nie ukończył 2-go przejazdu | Nie ukończył 2-go przejazdu | 1:49,61     | Nie ukończył 1-go przejazdu slalomu | Nie ukończył 1-go przejazdu slalomu | Nie ukończył 1-go przejazdu slalomu |
| Peter Jurko  |             |             | 1:17,68     | 39.         | 1:10,65           | 1:08,50           | 2:19,15       | 37.           | 55,95             | 56,85                       | 1:52,80                     | 25.                         | 1:58,27     | Nie ukończył 1-go przejazdu slalomu | Nie ukończył 1-go przejazdu slalomu | Nie ukończył 1-go przejazdu slalomu |

Kobiety
| Zawodniczka        | Konkurencja | Konkurencja | Konkurencja | Konkurencja | Konkurencja                  | Konkurencja                  | Konkurencja                  | Konkurencja                  | Konkurencja       | Konkurencja       | Konkurencja      | Konkurencja      | Konkurencja | Konkurencja | Konkurencja | Konkurencja |
| Zawodniczka        | Zjazd       | Zjazd       | Supergigant | Supergigant | Slalom gigant                | Slalom gigant                | Slalom gigant                | Slalom gigant                | Slalom specjalny  | Slalom specjalny  | Slalom specjalny | Slalom specjalny | Kombinacja  | Kombinacja  | Kombinacja  | Kombinacja  |
| Zawodniczka        | Czas        | Pozycja     | Czas        | Pozycja     | Czas 1. przejazdu            | Czas 2. przejazdu            | Czas łączny                  | Pozycja                      | Czas 1. przejazdu | Czas 2. przejazdu | Czas łączny      | Pozycja          | Zjazd       | Slalom      | Punkty      | Pozycja     |
| ------------------ | ----------- | ----------- | ----------- | ----------- | ---------------------------- | ---------------------------- | ---------------------------- | ---------------------------- | ----------------- | ----------------- | ---------------- | ---------------- | ----------- | ----------- | ----------- | ----------- |
| Lucia Medzihradská | 1:54,78     | 16.         | 1:26,76     | 27.         | 1:09,90                      | 1:09,37                      | 2:19,27                      | 20.                          | 50,08             | 46,37             | 1:36,45          | 16.              | 1:27,89     | 1:11,95     | 47,43       | 8.          |
| Ľudmila Milanová   | 1:57,85     | 24.         | 1:27,61     | 34.         | Nie ukończyła 1-go przejazdu | Nie ukończyła 1-go przejazdu | Nie ukończyła 1-go przejazdu | Nie ukończyła 1-go przejazdu | 51,95             | 47,83             | 1:39,78          | 24.              | 1:28,68     | 1:14,26     | 76,28       | 15.         |

### Saneczkarstwo
Mężczyźni
| Zawodnik                | Konkurencja | Ślizg 1 | Ślizg 2 | Ślizg 3 | Ślizg 4 | Łącznie  | Pozycja |
| ----------------------- | ----------- | ------- | ------- | ------- | ------- | -------- | ------- |
| Petr Urban              | Jedynki     | 46,211  | 46,285  | 46,961  | 46,812  | 3:06,269 | 19.     |
| Jan Kohoutek            | Jedynki     | 46,156  | 46,261  | 46,958  | 47,067  | 3:06,442 | 20.     |
| Petr Urban Jan Kohoutek | Dwójki      | 47,055  | 47,219  |         |         | 1:34,274 | 15.     |

Kobiety
| Zawodnik          | Konkurencja | Ślizg 1 | Ślizg 2 | Ślizg 3 | Ślizg 4  | Łącznie  | Pozycja |
| ----------------- | ----------- | ------- | ------- | ------- | -------- | -------- | ------- |
| Petra Matechová   | Jedynki     | 47,298  | 47,323  | 47,749  | 47,290   | 3:09,660 | 17.     |
| Mária Jasenčáková | 47,673      | 47,483  | 47,694  | 47,593  | 3:10,443 | 20.      |         |

### Skoki narciarskie
Mężczyźni
| Konkurencja            | Skoczek                                              | Skok 1                  | Skok 1                 | Skok 2                 | Skok 2               | Nota  | Pozycja |
| Konkurencja            | Skoczek                                              | odległość               | Nota                   | odległość              | Nota                 | Nota  | Pozycja |
| ---------------------- | ---------------------------------------------------- | ----------------------- | ---------------------- | ---------------------- | -------------------- | ----- | ------- |
| Skocznia normalna K-90 | Jiří Parma                                           | 87,0                    | 109,2                  | 82,0                   | 98,7                 | 207,9 | 10.     |
| Skocznia normalna K-90 | Jaroslav Sakala                                      | 83,5                    | 101,1                  | 82,0                   | 99,7                 | 200,8 | 15.     |
| Skocznia normalna K-90 | František Jež                                        | 82,0                    | 99,7                   | 80,0                   | 93,0                 | 192,7 | 23.     |
| Skocznia normalna K-90 | Tomáš Goder                                          | 76,5                    | 83,9                   | 79,0                   | 91,4                 | 175,3 | 48.     |
| Skocznia duża K-112    | Jiří Parma                                           | 111,5                   | 101,1                  | 108,5                  | 96,9                 | 198,0 | 5.      |
| Skocznia duża K-112    | František Jež                                        | 105,0                   | 91,5                   | 99,5                   | 79,8                 | 171,3 | 13.     |
| Skocznia duża K-112    | Tomáš Goder                                          | 106,5                   | 90,6                   | 95,5                   | 74,2                 | 164,8 | 20.     |
| Skocznia duża K-112    | Jaroslav Sakala                                      | 103,0                   | 85,7                   | 83,0                   | 45,7                 | 131,4 | 41.     |
| Konkurs drużynowy      | Jiří Parma Tomáš Goder František Jež Jaroslav Sakala | 118,5 117,0 105,0 113,0 | 111,9 110,3 91,5 103,2 | 115,5 110,0 99,5 102,0 | 109,7 96,5 79,8 83,8 | 620,1 | brąz    |